# Muricella flexilis
Muricella flexilis is een zachte koraalsoort uit de familie Acanthogorgiidae. De koraalsoort komt uit het geslacht Muricella. Muricella flexilis werd in 1899 voor het eerst wetenschappelijk beschreven door Hiles. 